# Palazzo Piccolomini (Pienza)

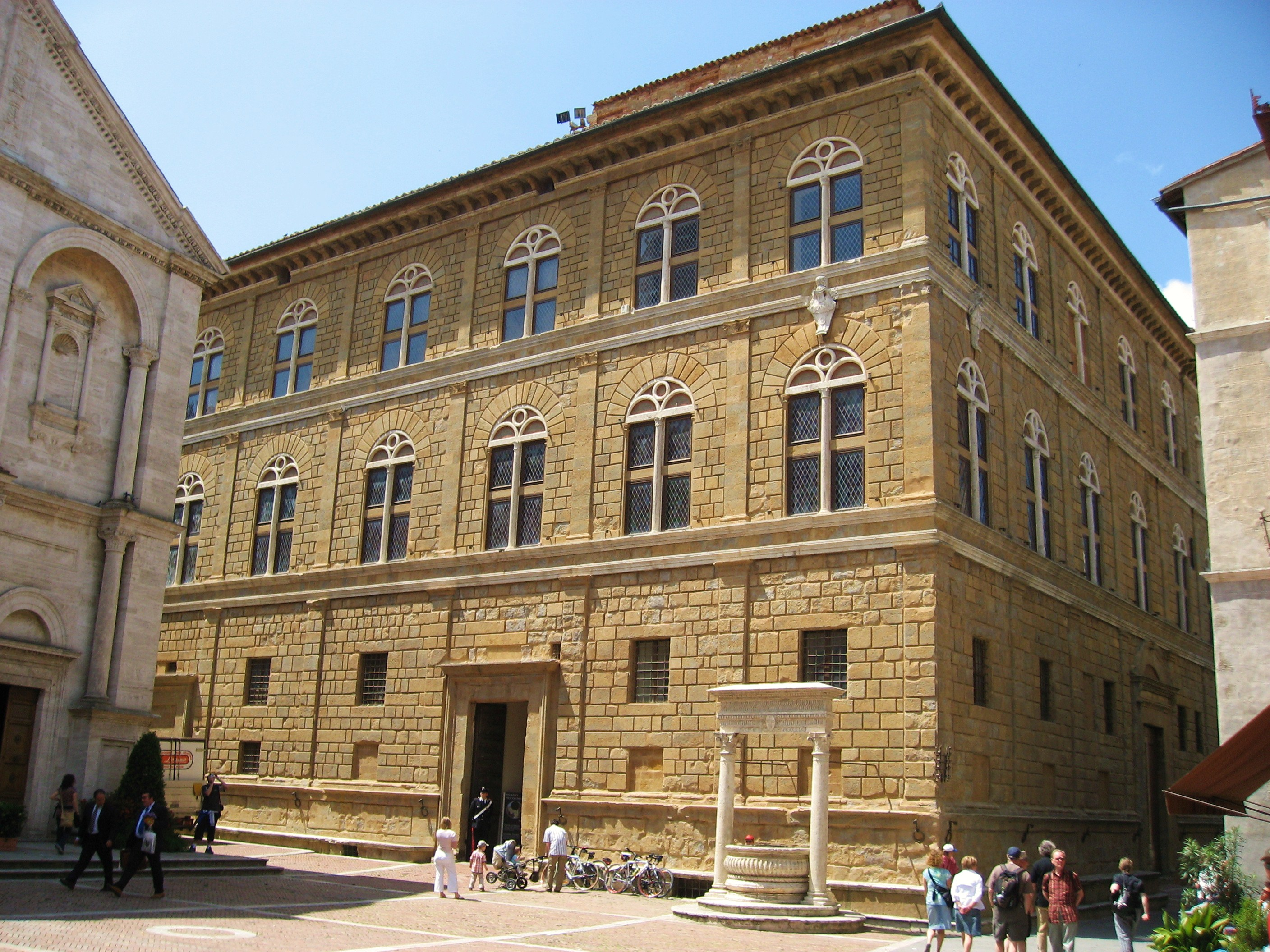
Palazzo Piccolomini; Seite zum Piazza Pio II neben der Kathedrale

Der Palazzo Piccolomini von Pienza liegt in der Toskana, Italien. Er ist auch unter den Namen Palazzo Pontificio bekannt. Die Stadtresidenz entstand als Teil der Umgestaltung von Corsignano, der Geburtsstadt Enea Piccolominis, des späteren Papstes Pius II., in die Idealstadt Pienza. Der Palast wurde von Bernardo Gambarelli, genannt Bernardo Rossellino, in Anlehnung an den Palazzo Rucellai in Florenz entworfen und ab 1459 gebaut. Der Palast ist eines der frühesten Beispiele für die Architektur der Renaissance. Er befindet sich im historischen Zentrum von Pienza auf der Piazza Pius II an der rechten Seite der Konkathedrale Santa Maria Assunta.

## Geschichte

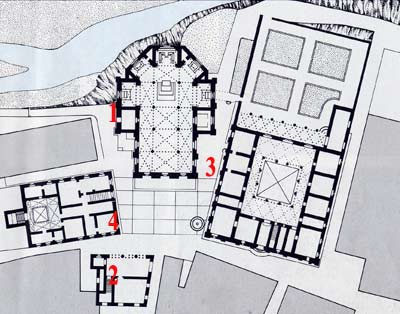
Piazza Pio II mit den angrenzenden Prachtbauten

Nachdem Enea Piccolomini zum Papst Pius II. gewählt wurde, hatte er die Macht und die Mittel, seine Geburtsstadt Corsignano in eine „Idealstadt“ der Renaissance umzugestalten. Mit der Umbenennung der Stadt in Pienze (Piusstadt) setzte er sich selbst und seiner Familie ein Denkmal. Während seiner Amtszeit besuchte Pius II. den Bau des Palazzo Piccolomini sechsmal. Bernardo Rossellino war zwar der Architekt, doch arbeitete er nach strengen Vorgaben von Pius II. Die Residenz sollte seiner Stellung als Papst gerecht werden und ihn als vollkommene Verkörperung der Tugend zeigen. Der Palazzo Piccolomini befindet sich an der Piazza Pio Secondo im historischen Zentrum der Stadt. Die Kathedrale (1), der Palazzo Piccolomini (3) sowie der Palazzo Comunale (2) und der Palazzo Vescovile (4) bilden mit dem Gittermuster des Pflasters ein geschlossenes Ensemble.
Pius II. vererbte den Palast der Familie Piccolomini, die die Residenz in den kommenden fünf Jahrhunderten weiter bereicherte, ohne das ursprüngliche Erscheinungsbild signifikant zu verändern. Der letzte Piccolomini starb 1962. Der Palast ging als Schenkung an die Società di Pie Disposizioni in Siena. Diese besitzt das Gebäude noch immer. Es ist als Museum genutzt.

## Architektur
Der Palazzo entspricht dem Architekturideal der Renaissance und hat eine gewisse Ähnlichkeit mit dem von Leon Battista Alberti entworfenen Palazzo Rucellai in Florenz, der auch von Rossellino realisiert wurde.

### Innenaufbau

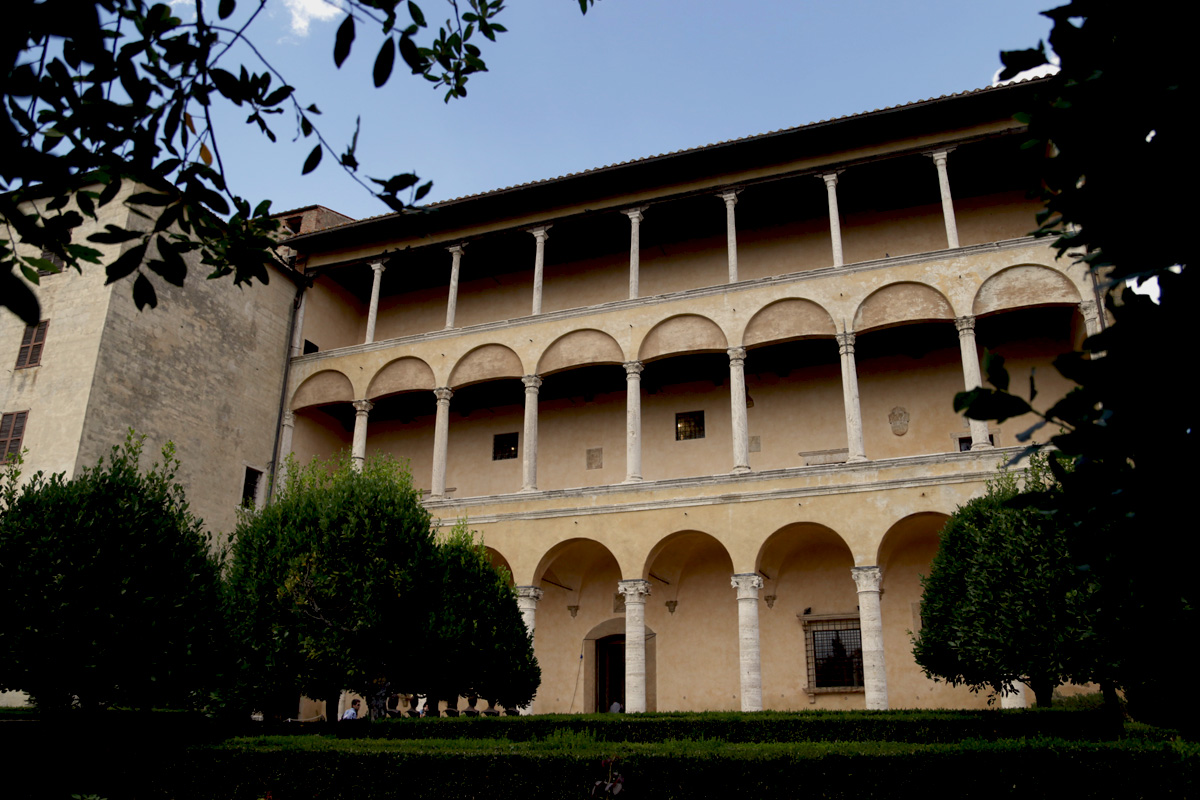
Palazzo Piccolomini; Südansicht vom Garten auf die dreigeschossige Loggia

Das Gebäude ist relativ einfach als dreigeschossiger, freistehender, kompakter Würfel ausgeführt und besitzt eine streng symmetrische Fassade. Der innere Aufbau des Palazzo entspricht im Wesentlichen dem Palazzo Medici Riccardi in Florenz. Dies gilt für die Raumfolge, den Innenhof und dessen zentralem Zugang sowie für die Gartenanlage. Ein Säulengang säumt das Erdgeschoss des zentralen Hofs. Ein Durchgang an der Südseite gibt den Blick in den Garten sowie auf die offene Landschaft in Richtung Monte Amiata frei. Jedes der drei Stockwerke besitzt an der Südseite eine mit Säulen gesäumte Loggia, mit Blick in den Garten. Der Garten ist als Quadrat angelegt, das wiederum in vier Quadrate unterteilt ist. Die Symmetrie der Anlage wird durch Alleen weiter hervorgehoben. Die sechs Säle des Hauptgeschosses sind prächtig ausgestattet. Die Dekoration dient häufig dem Andenken und der Selbstdarstellung des Papstes. Den Musiksaal überspannt eine Kassettendecke. Vier eingelassene Balken bilden vier „P“ für Papst, Pius, Piccolomini und Pienza. In den Privaträumen des Papstes steht ein drehbares Lesepult, auf dem gleichzeitig in vier Büchern gelesen werden kann. Es steht vor einem Wandfresko von Pius II.

### Fassade

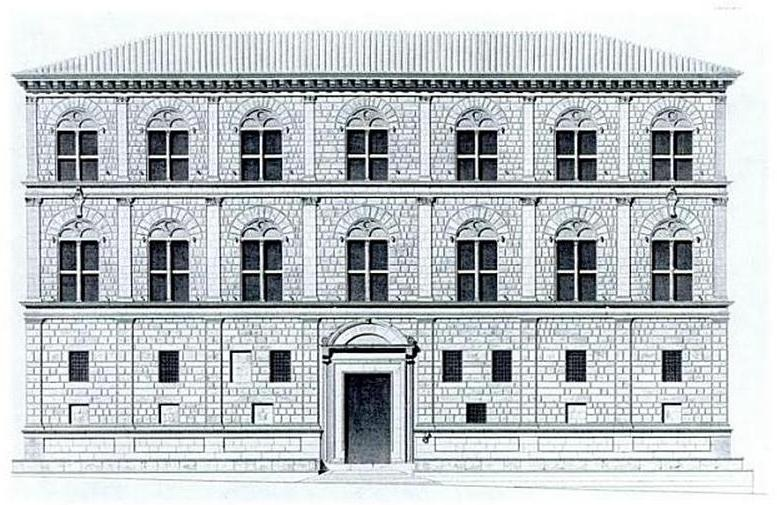
Palazzo Piccolomini; Seite zum Corso il Rosselino

Die Fassade gleicht dem Vorbild des Florentiner Palazzo Rucellai. Die der Piazza Pio Secondo zugewandte Palastseite besitzt wie das Vorbild eine achtachsige Front mit zwei Portalen, wobei nur das rechte Portal eine echte Türe ist. Die Gesamterscheinung wird geprägt durch den Kontrast der Baumaterialien, welche die horizontale Gliederung akzentuieren. Die Fassade wirkt dadurch massiver und blockhafter, auch bedingt durch die geringere Tiefe des Oberflächenreliefs. Die aus Travertin bestehenden Schmuckformen wie Kapitelle, Türstürze und Kranzgesims sind gröber ausgeführt. Der Gebäudesockel ist höher, da er das abfallende Straßenniveau ausgleichen muss. Im Sockelbereich fehlt die „Rücklehne“ im Opus reticulatum. Im Gegensatz zu den oberen Stockwerken, wo die Pilaster glatt und fugenlos ausgeführt sind, überzieht die Pilaster im Erdgeschoss ein flacher Fugenschnitt.